# مردم تایلند
مردم تایلند (به تایلندی: ชาว ไทย) که به عنوان سیامی (به تایلندی: ไทย สยาม) نیز شناخته می‌شوند مردم تایلند یک گروه قومی ساکن در جنوب شرقی آسیا هستند. بخش عمدهٔ این گروه در تایلند زندگی می‌کنند و زبان اصلی آن‌ها زبان تای است.

## جمعیت‌شناسی تایلند
حدود ۷۵ درصد مردم قومیت تایی، حدود ۱۴ درصد چینی‌تبار، ۳ درصد مالایی و بقیه از اقوام کوچکتری چون مون‌ها، خمرها، و طوایف کوه‌نشین متعدد هستند اکثریت مردم تای در تایلند زندگی می‌کنند، اگر چه برخی از تایلندی‌ها نیز در سایر نقاط آسیای جنوب شرقی یافت می‌شوند. حدود ۵۱–۵۷ میلیون نفر در تایلند زندگی می‌کنند در حالی که گروه‌های بزرگی نیز در ایالات متحده، چین، لائوس، تایوان، مالزی، سنگاپور، کامبوج، برمه، کره جنوبی، آلمان، انگلستان، کانادا، استرالیا، سوئد، نروژ، لیبی، و امارات متحده عربی زندگی می‌کنند.

### فرهنگ
فرهنگ مردم تایلند ترکیبی از فرهنگ کشور هند، مردم لائوس و مینمار است که در مجاورت آن قرار دارند.
مردم تایلند علاقهٔ زیادی به لبخند زدن دارند.
از هنرهای بومی این کشور می‌توان بوکس تایلندی (موی تای)، رقص تایلندی، بازی سایه، شطرنج تایلندی، موسیقی تایلندی و… را نام برد.

### دین
دین در تایلند متنوع است و قانون اساسی تایلند هیچ مذهبی را مذهب رسمی تایلند اعلام نکرده‌است. ۹۵ درصد جمعت تایلند را بودایی‌ها تشکیل می‌دهند، مسلمانان ۴ درصد و مسیحیان ۱ درصد این جمعیت را شامل می‌شوند.

### زبان
زبان تایلندی یکی از قدیمی‌ترین زبان‌های شرق آسیاست و بیشتر مردم تایلند به این زبان صحبت می‌کنند هرچند گویش‌های قومی و منطقه‌ای بسیاری نیز در نقاط مختلف این کشور وجود دارند مانند زبان چینی، مالایی و انگلیسی که دیگر زبان‌های رایج این کشور هستند.

### جشن‌ها
جشن‌های پرطرفدار این مردم عبارتند از: جشن آب، جشن گل، جشن پاتایا و جشن کبوتر که همه ساله در این کشور برگزار می‌شوند. 

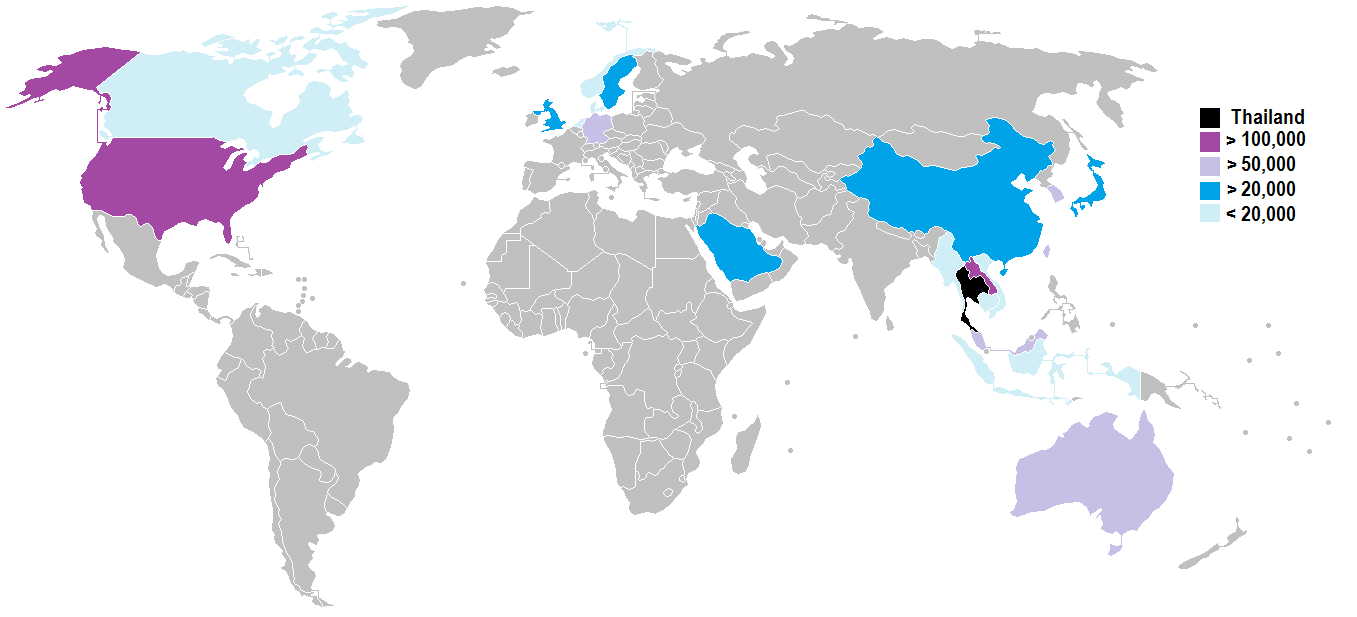
نقشه جمعیت مردم تایلند در کشورهای مختلف

### بهداشت
به گزارش سازمان بهداشت جهانی، تایلند نخستین کشور آسیایی است که توانسته موارد انتقال ویروسِ اچ‌آی‌وی از مادر به نوزاد را ریشه‌کن کند.

## مردم تایلند در یک نگاه
- جمعیت: ۶۹/۰۴ میلیون(۲۰۱۷)
- امید زندگی: به‌طور متوسط ۷۱٫۲۴ سال
- تعداد تختهای بیمارستانی: ۱۴۵۰۰۰
- نرخ شیوع ایدز: ۱٫۸ درصد (تخمین سال ۲۰۰۱)
- نرخ با سوادی: ۹۶ درصد باسواد
- متوسط سن ورود به مدرسه: ۷٫۲ سال
- نرخ تولد: ۱۶٫۳۷ تولد در هر هزار نفر
- نرخ مرگ و میر: ۶٫۸۶ در هر هزار نفر
- نرخ مرگ نوزادان در بدو تولد: ۲۱٫۸۳ در هر هزار تولد نوزاد زنده
- متوسط عمر: ۷۱ سال (۶۹ سال مردان و ۷۳ سال زنان)
- زبان رسمی: زبان تای
- نرخ رشد جمعیت: ۰٫۹۵ درصد
- تقسیمات قومی: ۸۰٪ تایی (نژاد تایلندی) - ۱۰٪ چینی - ۳٪ مالایی و ۷٪ سایر اقوام نظیر خمر، برمه‌ای و سایر اقوام
- محصولات کشاورزی: برنج، کائوچو، تاپیوکا (نوعی گیاه غذایی)، ذرت و نیشکر (تایلند با ۷ میلیون تن *صادرات اولین کشور صادرکننده برنج جهان است)
- مذهب: بودایی(۹۰ تا۹۵ ٪)، مسلمان (۴ تا ۹٪)، سایر ادیان ۱ درصد
- زبان: تایی زبان رسمی کشور است. چینی، مالایی و انگلیسی دیگر زبانهای رایج هستند.